# Établissement français du sang

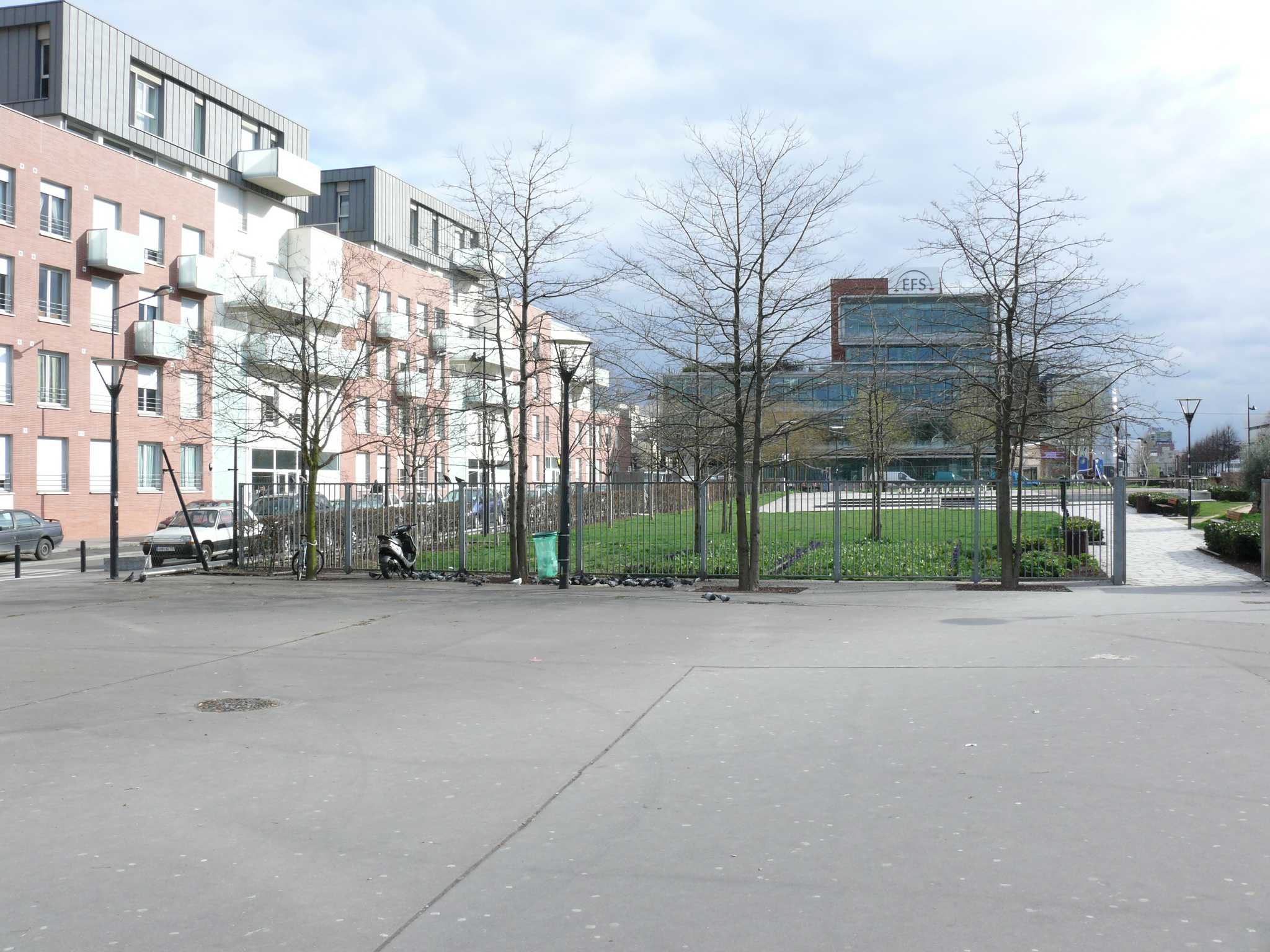
À l'extrémité du Jardin des Droits de l'Enfant se trouve le siège de l'EFS.

Pour les articles homonymes, voir EFS et AFS.
L'Établissement français du sang (EFS) est un établissement public administratif chargé de collecter, préparer, qualifier et distribuer les produits sanguins labiles (sang, plasma, plaquettes) en France, en vue de leur transfusion.

## Présentation

### Historique
Placé sous la tutelle du ministère de la Santé, il a été créé le 1er janvier 2000 en application de la loi du 1er juillet 1998, codifiée au Code de la santé publique. L'EFS prend la suite de l'Agence française du sang (AFS), qui elle-même se substituait en 1995 à un ensemble de près de 160 établissements divers (PTS, CDTS, CRTS, CNTS) de type associatifs, hospitaliers, ou régis par un conseil général.
Il était intégré dans le GIP nommé Institut national de la transfusion sanguine (INTS).

### Localisation
Son siège est à La Plaine Saint-Denis, à proximité immédiate de la gare de La Plaine - Stade de France (ligne B du RER) et de nombreux équipements majeurs de santé publique implantés dans ce quartier.

### Missions
L'EFS est responsable du service public transfusionnel et ses activités annexes. Il promeut le don de sang. Il assure la qualité au sein des établissements de transfusion sanguine et la transmission des données relatives à la sécurité sanitaire des produits sanguins à l'Agence française de sécurité sanitaire. Il élabore, actualise et met en œuvre les schémas d'organisation de la transfusion sanguine. Il favorise l'activité de recherche en transfusion sanguine. Il tient un fichier national des donneurs et des receveurs de groupes rares et une banque de sangs rares. 
L'établissement assure le diagnostic de patients, en réalisant les examens indispensables à une transfusion, à une greffe ou encore dans le cadre d'un suivi de grossesse. Il participe à l'organisation et à l'acheminement des secours en cas de catastrophe nationale ou internationale nécessitant de recourir aux moyens de transfusion sanguine. Il participe à la coopération scientifique et technique européenne et internationale de la France.
Il établit chaque année un rapport d'activité remis au Gouvernement et rendu public.

### Gouvernance
L'EFS est administré par un conseil d'administration composé, outre son président, pour moitié de représentants de l'État et, pour l'autre moitié, de représentants des organismes d'assurance maladie, des associations de patients et de donneurs, des établissements de santé, de deux représentants du personnel de l'établissement et de personnalités qualifiées, notamment des praticiens.
L'établissement est dirigé par Frédéric Pacoud, nommé président par décret présidentiel depuis le 4 décembre 2023,.
L'EFS emploie en tout 9 764 collaborateurs au 31 décembre 2022. Pour l'application du Code du travail, l'EFS est considéré comme un établissement public à caractère industriel et commercial.

### Financement
L'EFS se finance via la revente des poches de produit sanguin aux établissements de santés suivant des tarifs fixés annuellement par décret.

### Recherche
La recherche au sein de l'EFS s'étend sur plusieurs domaines : l'amélioration des produits sanguins qu'il délivre, la prise en charge et la sécurité des donneurs de sang (épidémiologie, infectiologie-microbiologie, diagnostic, immunologie, sciences humaines et sociales) et le soin des patients, à travers le développement de traitements de pointe pour faire reculer les maladies (médecine régénérative, immunothérapies, grâce aux médicaments de thérapie innovante),.

### Formation
Cette section est promotionnelle ou publicitaire (juin 2025). Considérez son contenu avec précaution et/ou discutez-en.
Avec son propre organisme de formation, EFS Campus, l'EFS possède des activités de formation dans plusieurs champs de la médecine transfusionnelle : l'immuno-hématologie érythrocytaire, l'immunologie, le prélèvement et la relation donneurs, la préparation de produits sanguins, le contrôle qualité, la qualification biologique des dons, la délivrance des produits sanguins, la qualité-risques-hygiène et la sécurité. Avec 22 sites répartis à travers la France et 15 universités partenaires, l'EFS propose des formations à son personnel et aux professionnels de la santé.

## Établissements régionaux[13]

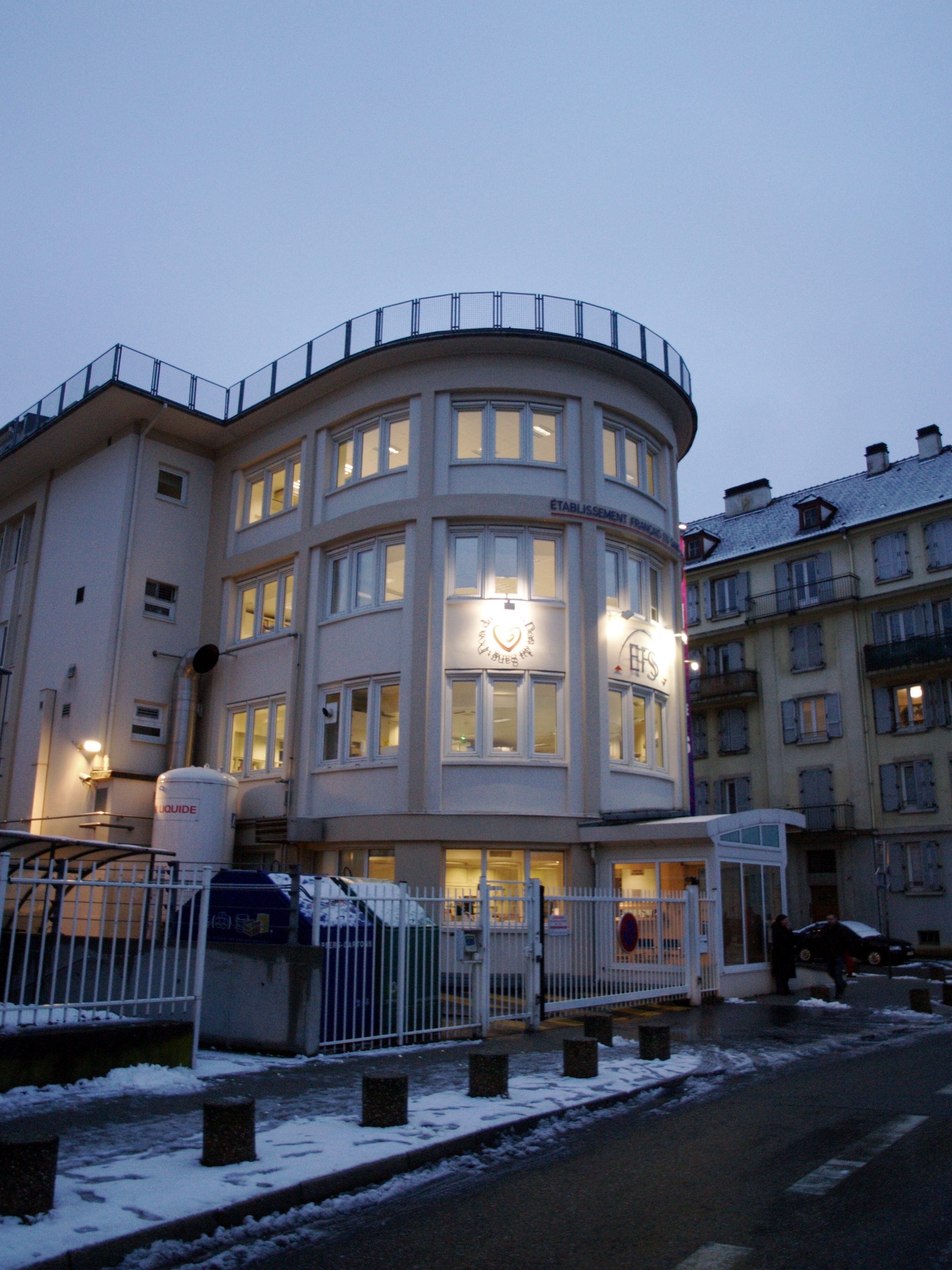
EFS de Strasbourg.

Outre son siège, l'EFS comprend 13 établissements régionaux, dont 10 en métropole et 3 dans les départements d'outre-mer. De 2015 à 2018, l'EFS a réadapté ses régions en fonction de la refonte des régions françaises. L'EFS dispose de 104 Maisons du don à travers la France, dont une dédiée au plasma dans les Hauts-de-France et organise environ 30 000 collectes mobiles par an.
| Établissement régional                 | Régions et/ou départements             | Siège                    |
| -------------------------------------- | -------------------------------------- | ------------------------ |
| EFS Auvergne-Rhône-Alpes               | Auvergne-Rhône-Alpes                   | Décines-Charpieu         |
| EFS Bourgogne-Franche-Comté            | Bourgogne-Franche-Comté                | Besançon                 |
| EFS Bretagne                           | Bretagne                               | Rennes                   |
| EFS Centre — Pays de la Loire          | Pays de la Loire + Centre-Val de Loire | Tours                    |
| EFS Grand Est                          | Grand Est                              | Nancy                    |
| EFS Hauts-de-France — Normandie        | Hauts-de-France + Normandie            | Loos                     |
| EFS Île-de-France                      | Île-de-France                          | Ivry-sur-Seine           |
| EFS Nouvelle-Aquitaine                 | Nouvelle-Aquitaine                     | Pessac                   |
| EFS Occitanie                          | Occitanie                              | Toulouse                 |
| EFS Provence-Alpes-Côte d'Azur — Corse | Provence-Alpes-Côte d'Azur + Corse     | Marseille                |
| EFS Guadeloupe — Guyane                | Guadeloupe + Guyane                    | Pointe-à-Pitre           |
| EFS Martinique                         | Martinique                             | Fort-de-France           |
| EFS La Réunion — Océan Indien          | La Réunion + Mayotte                   | Saint-Denis (La Réunion) |

## Scandales
Les dérives de la société Haemonetics éclaboussent l'EFS en 2019, pour les prélèvements de plasma. Les premières alertes remonteraient à 2011, puis en 2015 d'autres alertes sont lancées. Le Média puis la cellule investigation de Radio France enquêteront en 2019, sur l'EFS et ANSM sur l'absence de prise en compte des alertes, les retards au retrait de matériels dangereux, les carences de la matériovigilance et les conflits d'intérêts.
L'EFS nie le risque des appareils MCS+ (utilisées pour la collecte de plaquettes) dont le retrait est demandé par les lanceurs d'alerte ; la ministre de la santé annonce reprendre le dossier des machines sur France 2 en septembre 2019.
Mediapart avait déjà alerté en 2017.